# Prototritella ishigakensis
Prototritella ishigakensis is een vlokreeftensoort uit de familie van de Caprellidae. De wetenschappelijke naam van de soort is voor het eerst geldig gepubliceerd in 1977 door Arimoto.